# 앤서니 힐드
앤서니 힐드(Anthony Heald, 1944년 8월 25일 ~ )는 미국의 배우이다.

## 출연
- 2002년: 레드 드래곤 (Red Dragon) - 프레데릭 칠튼 역
- 2000년: 프루프 오브 라이프 (Proof Of Life) - 테드 역
- 1998년: 딥 라이징 (Deep Rising)
- 1995년: 이중 노출 (Kiss of Death) - 잭 골드 역
- 1995년: 레인저 스카우트 (Bushwhacked) - 레인하트 역
- 1993년: 펠리칸 브리프 (The Pelican Brief) - 마티 역
- 1992년: 어둠 속의 정사 (Whispers In The Dark)
- 1991년: 양들의 침묵 (The Silence of the Lambs) - 프레데릭 칠튼 역